# Баранув (гмина, Гродзиский повет)
Баранув (пол. Baranów) — сельская гмина (волость) в Польше, входит как административная единица в Гродзиский повет (Мазовецкое воеводство), Мазовецкое воеводство. Население — 4873 человека (на 2004 год).

## Демография
| Перепись                       | Всего   | Всего | Женщины | Женщины | Мужчины | Мужчины |
| ------------------------------ | ------- | ----- | ------- | ------- | ------- | ------- |
| Единицы                        | человек | %     | человек | %       | человек | %       |
| Население                      | 4873    | 100   | 2442    | 50,1    | 2431    | 49,9    |
| Плотность населения (чел./км²) | 64,7    | 64,7  | 32,4    | 32,4    | 32,3    | 32,3    |

## Поселения
1. Баранув
2. Басин
3. Божа-Воля
4. Брониславув
5. Бушице
6. Цеглув
7. Дрыбус
8. Голе
9. Гонголина
10. Регув
11. Холендры-Барановске
12. Каролина
13. Каски
14. Каски-Будки
15. Кописка
16. Мурованец
17. Нова-Пулапина
18. Осины
19. Станиславув
20. Стара-Пулапина
21. Струмяны
22. Вычулки
23. Жабы

## Соседние гмины
1. Гмина Блоне
2. Гмина Гродзиск-Мазовецки
3. Гмина Якторув
4. Гмина Тересин
5. Гмина Вискитки